# Rodenbach, Hessen
Rodenbach är en kommun i Main-Kinzig-Kreis i Regierungsbezirk Darmstadt i förbundslandet Hessen i Tyskland. Kommunen bildades 1 mars 1970 genom en sammanslagning av de tidigare kommunerna Niederrodenbach och Oberrodenbach.